# مستوى نجمي

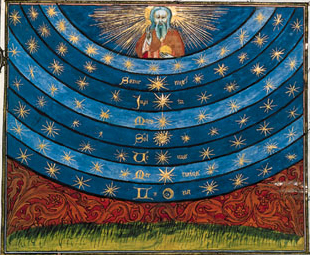
كان يُعتقد أن المجالات النجمية هي مستويات وجود ملائكي وسيط بين الأرض والسماء (الجنة).

المُستَوى النَّجمِيُّ أو الحقل النجمي أو العالم النجمي (بالإنجليزية: The astral plane or the astral realm or the astral world)‏ هو مستوى وجود تفترضه الفلسفات الكلاسيكية، وفلسفة العصور الوسطى، والفلسفتان الشرقية، والباطنية وبالإضافة إلى الأديان السرية. إنه عالم المجالات السماوية، التي تعبرها الروح في جسدها النجمي في طريقها إلى الولادة وحياة ما بعد الموت، ويُعتقد عمومًا أنها مأهولة بالملائكة أو الأرواح أو غيرهم من الكائنات غير المادية. في أواخر القرن التاسع عشر وأوائل القرن العشرين، شاع المصطلح من طريق الثيوصوفية وجماعة الصليب الوردي الجدد.